# Ala Kachuu - Take and Run
Ala Kachuu – Take and Run è un cortometraggio svizzero del 2020 diretto da Maria Brendle.
Il film si propone di far conoscere la pratica dell'Ala kachuu, o rapimento della sposa che, nonostante la sua larga diffusione in Kirghizistan e le numerose vittime, rimane ancora poco conosciuta nel resto del mondo.
Ala Kachuu è stato nominato per il miglior cortometraggio ai Premi Oscar 2022.

## Trama
Sezim vuole realizzare il suo sogno di studiare nella capitale del Kirghizistan, quando viene rapita da un gruppo di giovani uomini e portata nelle aree rurali del Paese. A causa della pratica del rapimento della sposa, è costretta a sposare uno sconosciuto se non vuole essere stigmatizzata socialmente ed esclusa. 
Divisa tra il suo desiderio di libertà e i vincoli della cultura kirghisa, Sezim cerca disperatamente una via d'uscita.

## Distribuzione
Il cortometraggio è stato presentato in anteprima mondiale al 38° Rhode Island International Film Festival nell'agosto 2020 e alla sua prima ha ricevuto il Marlyn Mason Award - Primo premio per le nuove voci e le nuove prospettive delle donne nel cinema.

## Riconoscimenti
- 2021 - Festival Internazionale del Cinema di Cleveland
  - Premio del pubblico per il miglior cortometraggio
- 2021 - Festival Internazionale del Cinema di Rhode Island 
  - Miglior cortometraggio

- 2021 - Festival internazionale del cinema di Durban
  - Miglior cortometraggio
- 2021 - DC Shorts Film Festival
  - Premio del Pubblico
- 2021 - WorldFest-Houston International Film Festival
  - Remi di platino
- 2021 - Festival del cinema di Newport Beach 
  - Corto narrativo
- 2022 - Premio Oscar
  - Candidatura per il miglior cortometraggio